# DIY (magazine)
Pour les articles homonymes, voir DIY (homonymie).
Le DIY (ou DIY Magazine, anciennement This Is Fake DIY entre 2002 et 2011) est un magazine musical britannique.

## Histoire
Le magazine en ligne This Is Fake DIY (thisisfakediy.co.uk) est fondé en 2002 par Stephen Ackroyd (qui a travaillé entre septembre 2002 et février 2016) et Emma Swann.
Au cours de l'été 2011, les auteurs de This Is Fake DIY décident de le publier sous la forme d'un magazine imprimé. Le numéro pilote est d'abord un magazine mensuel gratuit, suivi d'un véritable lancement. La distribution du magazine est prévue dans les magasins de musique et de vêtements. Le nom du magazine imprimé est abrégé en DIY et sa création est confiée à l'équipe du site web existant, en collaboration avec les créateurs d'un autre magazine musical gratuit, RWD. La raison de cette décision, selon Stephen Ackroyd, rédacteur en chef et cofondateur de This Is Fake DIY, était de « briser la tendance et de se développer dans le monde du papier et de l'encre » tout en conservant le site web et les applications mobiles existants.
En 2013, l'équipe éditoriale de DIY ajoute un nouveau magazine hebdomadaire exclusivement destiné aux tablettes, qui est publié parallèlement au site web et au magazine mensuel imprimé gratuit. Le premier numéro de DIY Weekly est publié sur l'iPad. Le 3 octobre de la même année, DIY devient une chaîne YouTube officielle. En 2014, DIY décide de réorganiser son site web en collaboration avec Studio Lindeman pour faire face à son trafic élevé, à la publicité et à la grande quantité de contenu, y compris les nouvelles et les critiques musicales.
Le 24 août 2020, DIY Magazine célèbre la publication de son 100e numéro. Pour marquer l'occasion, une semaine de musique live est annoncée, prévue pour le mois suivant. Selon Sarah Jamieson, rédactrice en chef de DIY, le numéro anniversaire de septembre du magazine « sera un peu nostalgique ; nous nous pencherons sur nos 100 derniers numéros et nous nous souviendrons des bons, des mauvais et des franchement amusants ». La couverture du numéro comporte une photo de l'équipe d'Idles. Il est également décidé de rappeler la première sortie de DIY.
En 2023, DIY est l'un des plus grands magazines indépendants de musique alternative au Royaume-Uni, avec plus d'un million de lecteurs dans le monde entier. Le rédacteur en chef est la cofondatrice du magazine, Emma Swann, et la rédactrice en chef est Sarah Jamieson. L'éditeur est DIY Music Limited. Selon sa déclaration, son objectif est de « mettre en relation directe les artistes avec leurs nouveaux et anciens fans » et de développer des relations avec ses clients (labels discographiques, promoteurs, festivals, partenaires de marques et de produits, organismes gouvernementaux et industriels).